# Dolomit (mineral)
 For alternative betydninger, se Dolomit. (Se også artikler, som begynder med Dolomit)
Dolomit (bitterspat) er et karbonatmineral med den kemiske formel CaMg(CO3)2. De trigonale dolomit-krystaller har en hårdhed på 3½–4 på Mohs' skala, og en massefylde på ca. 2,9 g/cm3. Dolomit skelnes fra calcit ved at kold syre har svært ved at opløse det.
Dolomit dannes ofte ved metasomatose af karbonater, hvor magnesium-ioner i havvand eller grundvand replacerer noget af calciummet. Primær dolomit dannes i hydrotermale miljøer. Dolomit er mere massiv end calcit, så dolomitisering efterlader hulrum, der forøger porøsiteten og permeabiliteten af den kalkbjergart dolomitten er i. Selv ved dedolomitisering vil pseudomorfer bevare porøsiteten.

Varieteten kutnahorit CaMn(CO3)2) er et sjældent mineral, med mangan i stedet for magnesium som divalente kationer.
Mineralet ankerit CaFe(CO3)2) indgår ofte i dolomitkrystalgitteret som blandinger.
Dolomit blev i 1791 opkaldt efter den franske mineralog Déodat de Dolomieu (1750-1801).